# Serie A de 1952–53
O Campeonato Italiano de Futebol de 1952–53, denominada oficialmente de Serie A 1952-1953, foi a 51.ª edição da principal divisão do futebol italiano e a 21.ª edição da Serie A. O campeão foi a Internazionale que conquistou seu 6.º título na história do Campeonato Italiano. O artilheiro foi Gunnar Nordahl, do Milan (26 gols).

## Classificação
| Pos. | Equipes        | Pts | J  | V  | E  | D  | GP | GC | SG  | Classificação ou Rebaixamento             |
| ---- | -------------- | --- | -- | -- | -- | -- | -- | -- | --- | ----------------------------------------- |
| 1    | Internazionale | 47  | 34 | 19 | 9  | 6  | 46 | 24 | 22  | Campeão                                   |
| 2    | Juventus       | 45  | 34 | 18 | 9  | 7  | 73 | 40 | 33  |                                           |
| 3    | Milan          | 43  | 34 | 17 | 9  | 8  | 64 | 34 | 30  |                                           |
| 4    | Napoli         | 41  | 34 | 15 | 11 | 8  | 53 | 43 | 10  |                                           |
| 5    | Bologna        | 39  | 34 | 16 | 7  | 11 | 52 | 43 | 9   |                                           |
| 6    | Roma           | 36  | 34 | 13 | 10 | 11 | 50 | 44 | 6   |                                           |
| 7    | Fiorentina     | 33  | 34 | 11 | 11 | 12 | 31 | 47 | −16 |                                           |
| 8    | SPAL           | 32  | 34 | 8  | 16 | 10 | 40 | 37 | 3   |                                           |
| 8    | Atalanta       | 32  | 34 | 10 | 12 | 12 | 52 | 53 | −1  |                                           |
| 9    | Torino         | 31  | 34 | 11 | 9  | 14 | 47 | 50 | −3  |                                           |
| 10   | Lazio          | 31  | 34 | 12 | 7  | 15 | 38 | 44 | −6  |                                           |
| 10   | Sampdoria      | 31  | 34 | 9  | 13 | 12 | 37 | 43 | −6  |                                           |
| 10   | Novara         | 31  | 34 | 11 | 9  | 14 | 43 | 52 | −9  |                                           |
| 10   | Udinese        | 31  | 34 | 10 | 11 | 13 | 42 | 55 | −13 |                                           |
| 15   | Triestina      | 30  | 34 | 10 | 10 | 14 | 47 | 54 | −7  |                                           |
| 15   | Palermo        | 30  | 34 | 10 | 10 | 14 | 43 | 56 | −13 |                                           |
| 17   | Como           | 27  | 34 | 11 | 5  | 18 | 32 | 44 | −12 | Zona de rebaixamento à Serie B de 1953–54 |
| 18   | Pro Patria     | 22  | 34 | 7  | 8  | 19 | 40 | 67 | −27 | Zona de rebaixamento à Serie B de 1953–54 |

## Premiação
| Serie A de 1952–53                 |
| Lombardia                          |
| ---------------------------------- |
| INTERNAZIONALE Campeã (6.º título) |

## Artilheiros
| Pos. | Jogador             | Equipe         | Gols |
| ---- | ------------------- | -------------- | ---- |
| 1    | Gunnar Nordahl      | Milan          | 26   |
| 2    | John Hansen         | Juventus       | 22   |
| 3    | Poul Aage Rasmussen | Atalanta       | 19   |
| 4    | Giancarlo Bacci     | Bologna        | 18   |
| 5    | Pasquale Vivolo     | Juventus       | 16   |
| 6    | István Nyers        | Internazionale | 15   |
| 7    | Giancarlo Vitali    | Napoli         | 14   |
| 7    | Hasse Jeppson       | Napoli         | 14   |
| 7    | Carlo Galli         | Roma           | 14   |
| 10   | Quinto Bertoloni    | Pro Patria     | 13   |
| 10   | Renzo Burini        | Milan          | 13   |
| 10   | Marco Savioni       | Novara         | 13   |
| 13   | Benito Lorenzi      | Internazionale | 12   |
| 14   | Karl Aage Præst     | Juventus       | 10   |
| 14   | István Mike Mayer   | Bologna        | 10   |
| 14   | Sergio Sega         | SPAL           | 10   |